# Tartigny
Tartigny ist eine französische Gemeinde mit 253 Einwohnern (Stand 1. Januar 2022) im Département Oise in der Region Hauts-de-France. Sie gehört zum Arrondissement Clermont und zum Kanton Saint-Just-en-Chaussée.

## Lage
Die Gemeinde Tartigny liegt 28 Kilometer südlich von Amiens und 30 Kilometer nordnordöstlich von Beauvais. Nachbargemeinden von Tartigny sind Rouvroy-les-Merles im Norden, Rocquencourt im Nordosten, Le Mesnil-Saint-Firmin im Osten, Bacouël im Südosten, Chepoix im Süden, Beauvoir im Südwesten sowie Breteuil im Westen.

## Bevölkerungsentwicklung
| Jahr      | 1962 | 1968 | 1975 | 1982 | 1990 | 1999 | 2006 | 2014 | 2021 |
| Einwohner | 264  | 298  | 276  | 209  | 202  | 229  | 237  | 281  | 252  |

## Sehenswürdigkeiten
- Kirche Saint-Martin mit Chor und Querschiff aus der Renaissance (1555)
- Schloss, teilweise aus dem 16. Jahrhundert
- Wasserturm

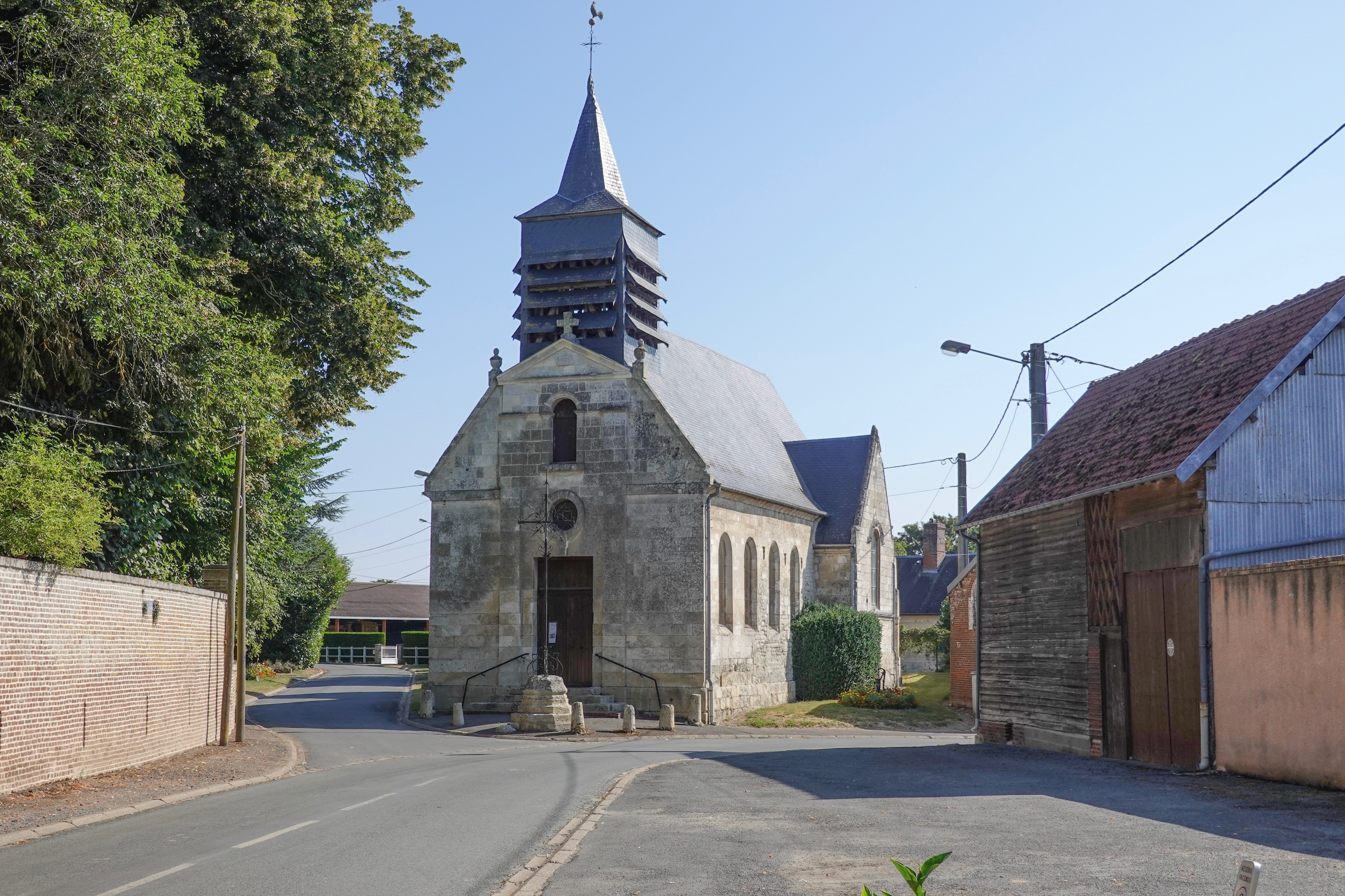
Kirche Saint-Martin
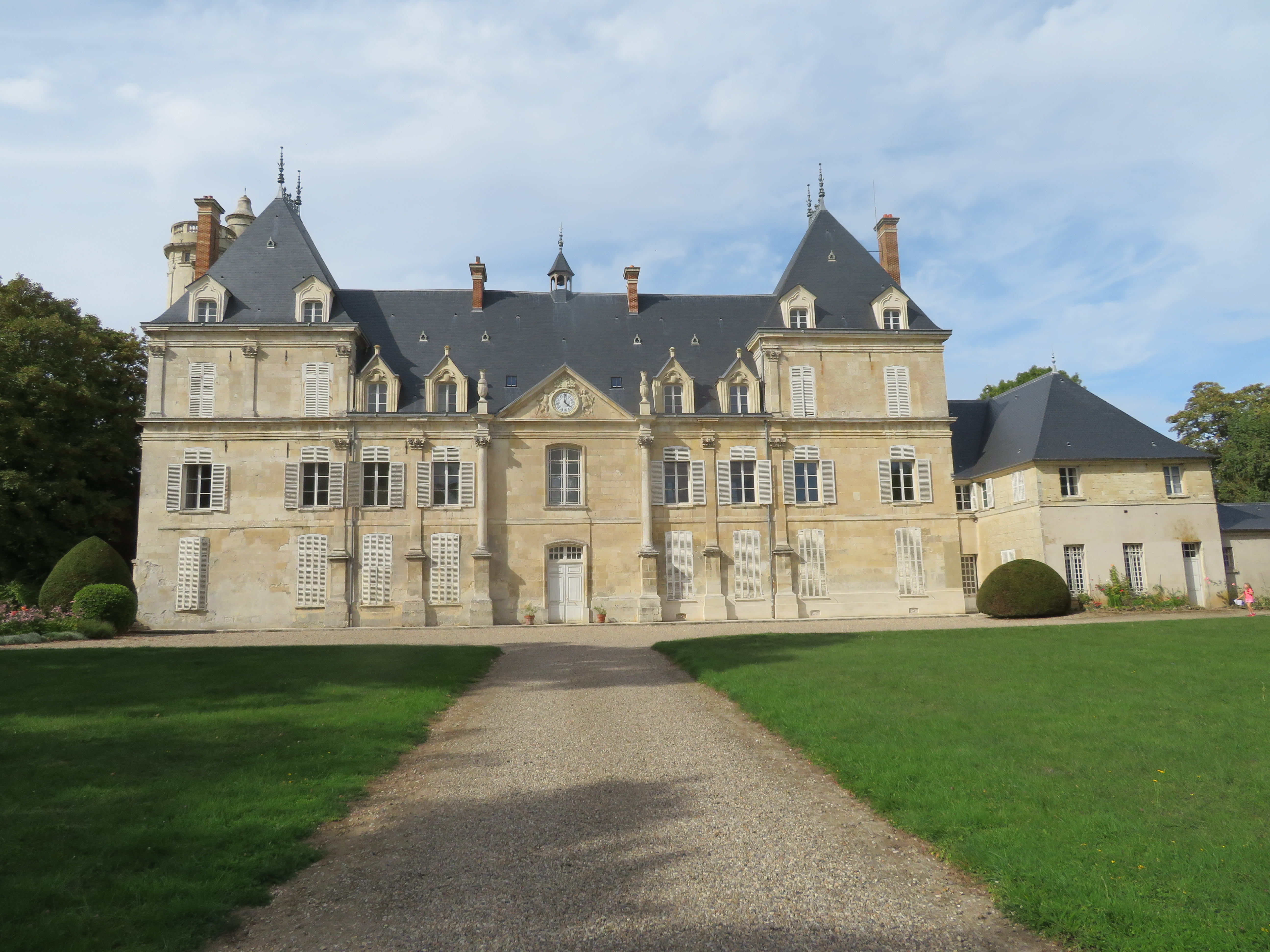
Schloss
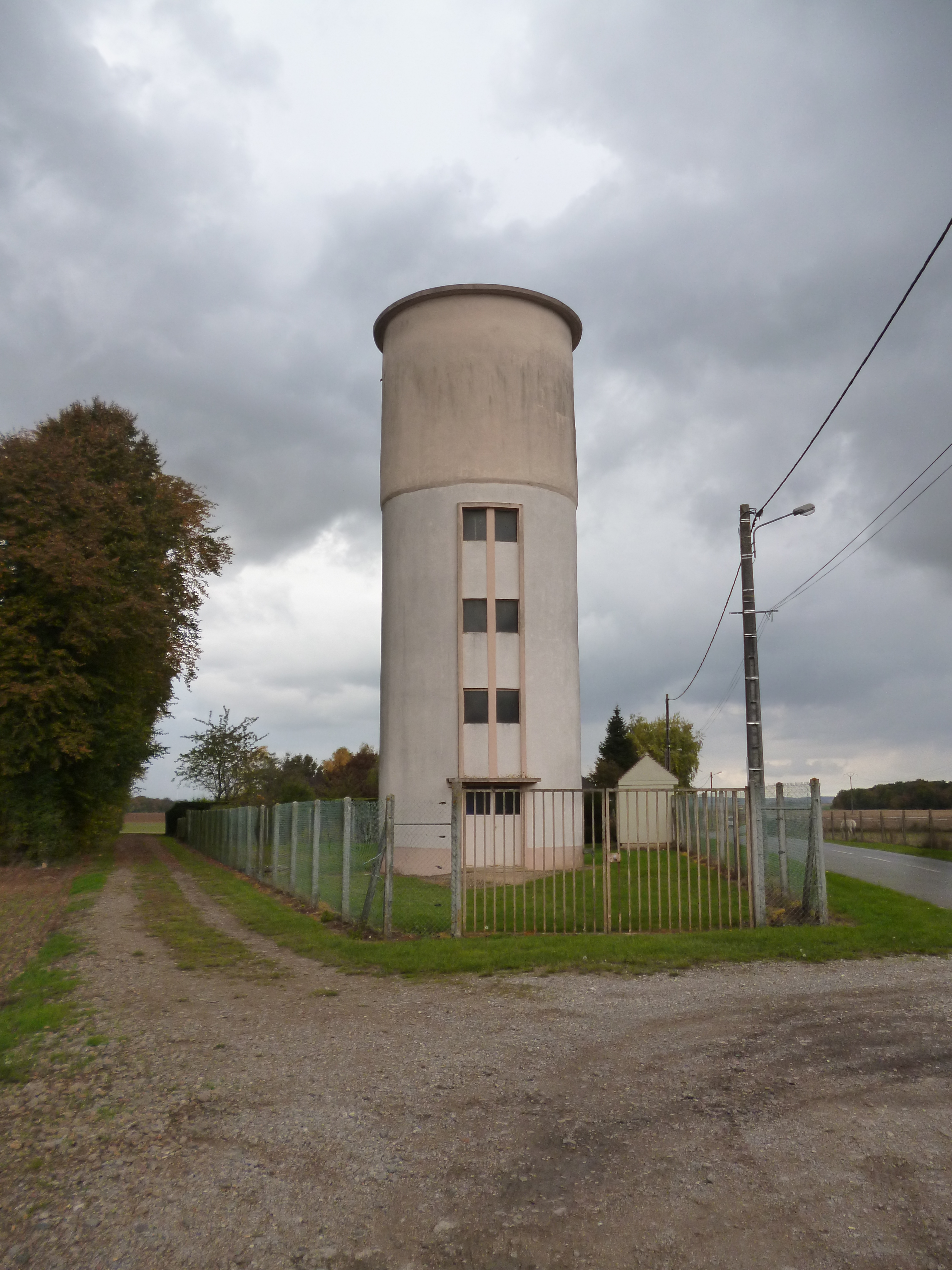
Wasserturm